# Johannsenomyia annulicornis
Johannsenomyia annulicornis är en tvåvingeart som beskrevs av Malloch 1918. Johannsenomyia annulicornis ingår i släktet Johannsenomyia och familjen svidknott. Inga underarter finns listade i Catalogue of Life.